# 幽門狹窄
幽門狹窄（Pyloric stenosis）是指胃部和小腸之間的幽門窄化的狀況。症狀為噴射性嘔吐，且嘔吐物不含胆汁，好發於嬰兒吃奶之後。此一症狀通常出現在嬰兒出生二週到十二週之間的期間。
罹病的原因至今不明。風險因子包括嬰兒為剖腹產、早產兒、以奶瓶餵奶或是第一胎等。診斷方式為先觸診嬰兒腹部，看是否能摸到橄欖狀的腫塊，再照超音波以確診。
治療方式首先是改善嬰兒脫水及電解質不平衡的狀況，接下來會需要手術。一般而言，短期或長期的預後都不錯，有些不開刀的治療方式為使用阿托品。
1000 人之中約有 1-2 人會罹患幽門狹窄，男性罹患率是女性的四倍之多。成人患病的情況非常少見。。幽門狹窄的記錄最早可以追溯到1888年，康拉德·拉姆斯特在1912年首次施行幽門狹窄的手術，在手術方法問世前，大部分的嬰兒患者往往都會死亡。

## 外部連結
- 放射学协作超文本：00675
- UCL Institute of Child Health （页面存档备份，存于）
- Peristaltic waves video on NEJM （页面存档备份，存于）